# Čelní stop

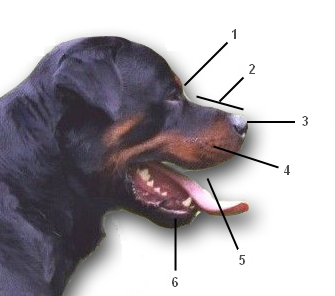
Čelní stop psa je označený číslem 1

Čelní stop, též žlabinka, je přechod mezi čelem a hřbetem nosu psa. Stop se popisuje také při hodnocení exteriéru některých plemen koček, typicky koček perských, kde je vyžadován stop v podobě krátkého hlubokého prohnutí linie mezi čelem a nosem.
Stop tvoří hranici mezi mozkovnou a čenichovou partií psa. Jeho utváření je jedním z nápadných plemenných znaků, psi některých plemen mají stop tvořící úhel skoro 90°, u jiných se jedná o sotva znatelný, postupný přechod.
Výrazný stop je vyžadován například u čivavy, kanárské dogy, bandoga, westíka, nebo anglického setra, dobře patrný u hovawarta či slovenského čuvače, mírný stop je požadován u československého vlčáka, beaucerona nebo aljašského malamuta. Skotský teriér či jezevčík mají stop jen naznačený. Sotva znatelný stop je vyžadován u kavkazského pasteveckého psa, dlouhosrsté kolie či barzoje.

## Galerie

Příklady utváření stopu
Schema – výrazný, dobře patrný, mírný, naznačený a sotva znatelný stop
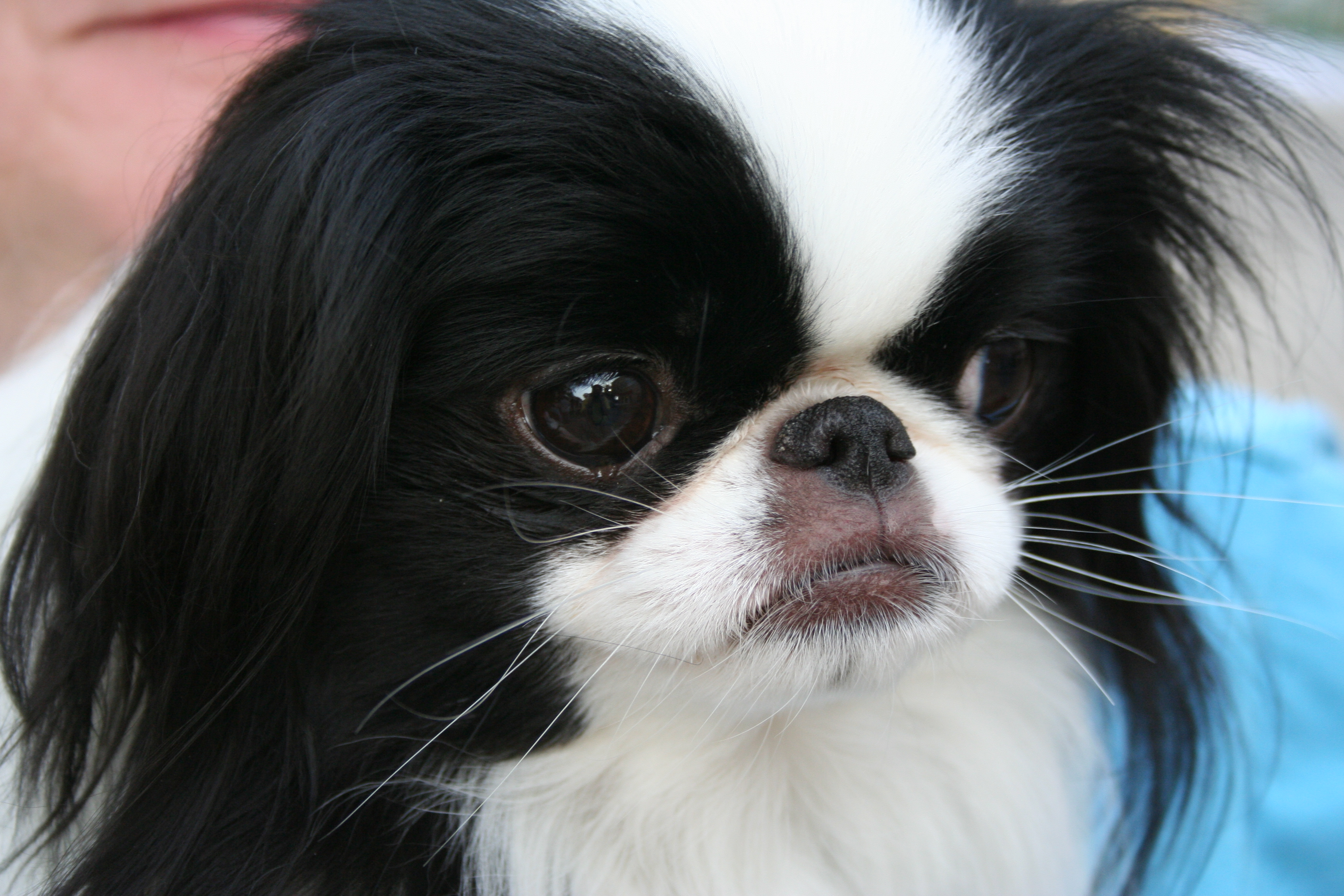
Hluboký a výrazný stop japan-china
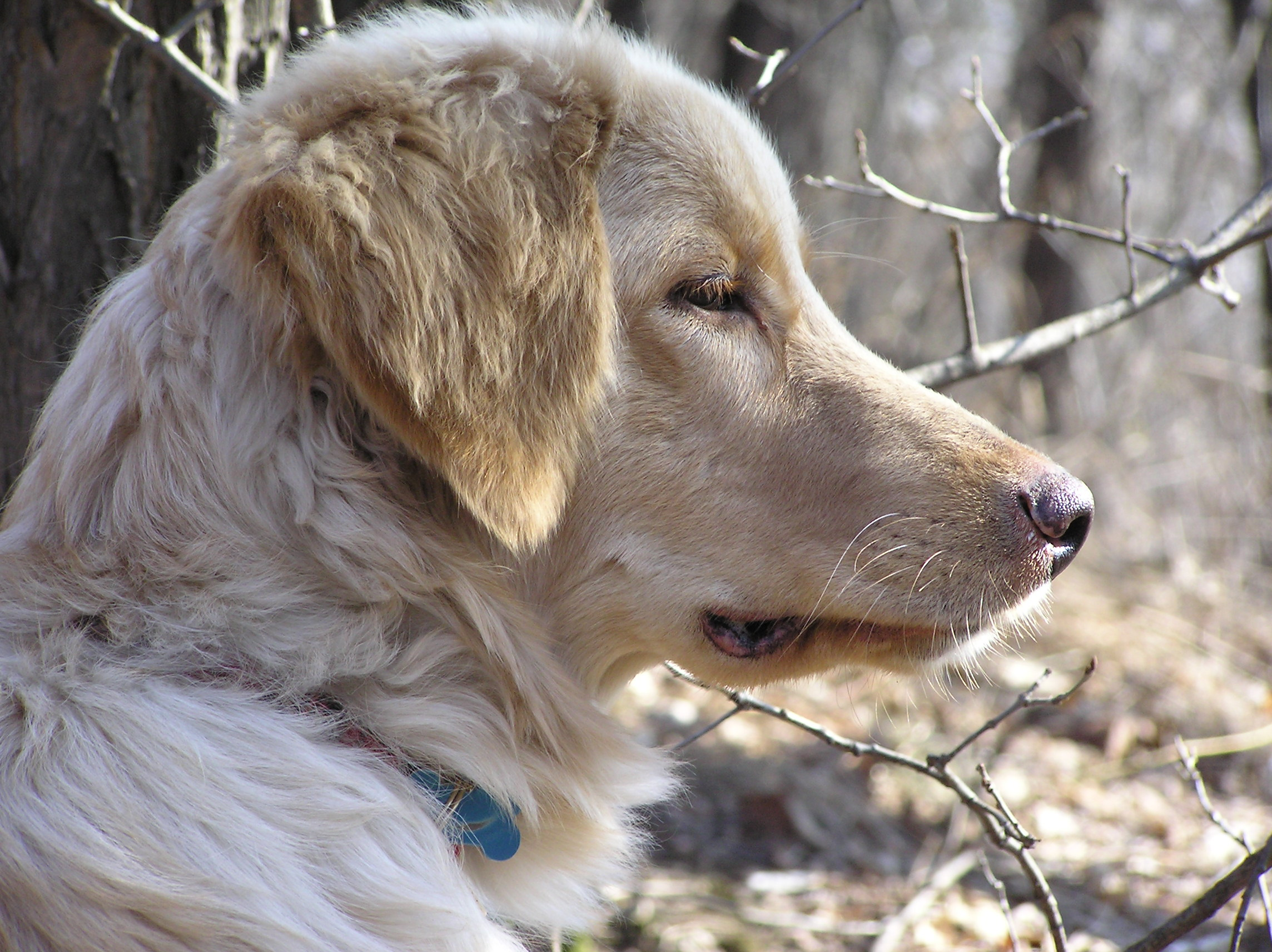
Dobře patrný stop hovawarta
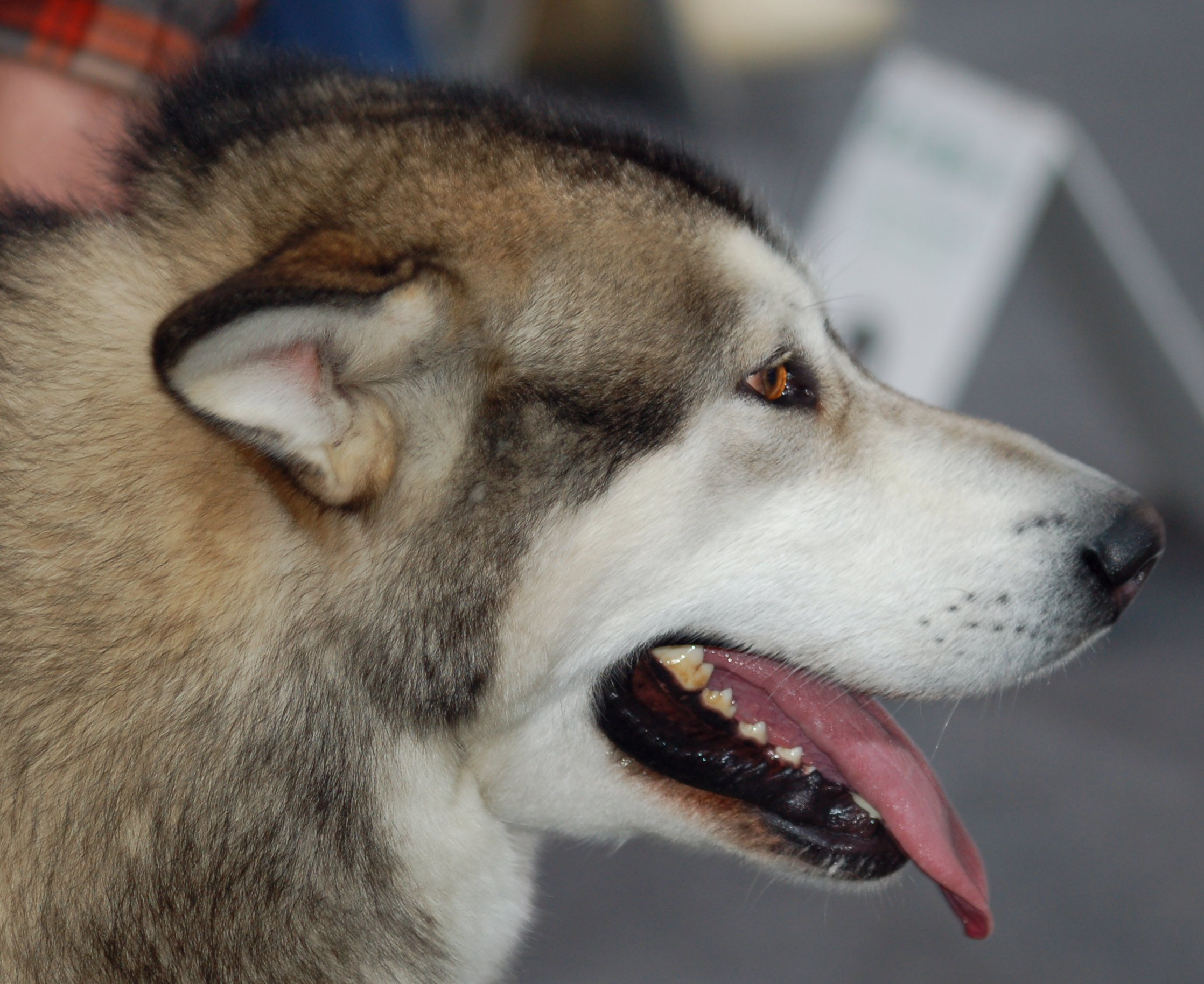
Mírný stop malamuta
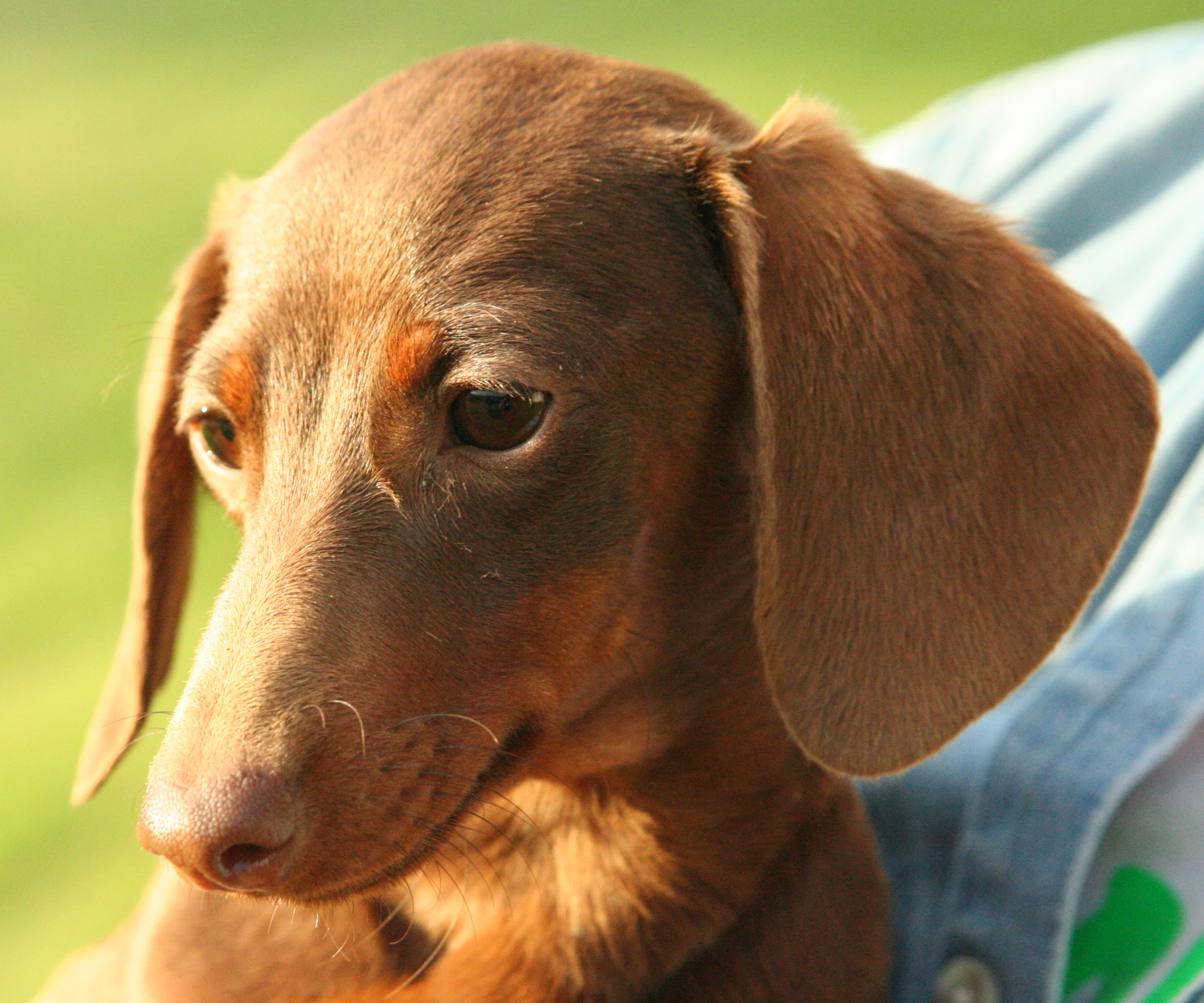
Naznačený stop jezevčíka
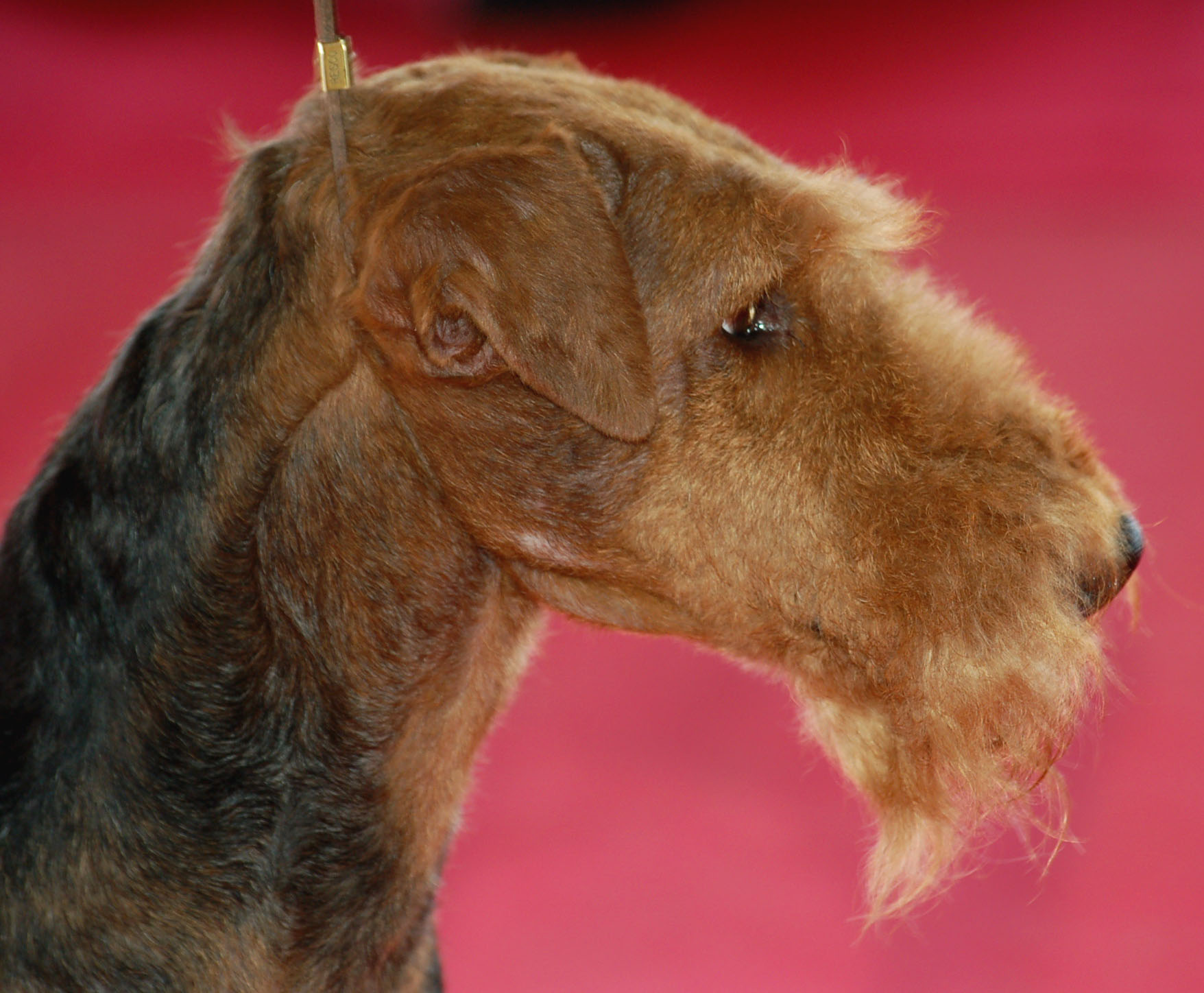
Sotva znatelný stop airedale teriéra
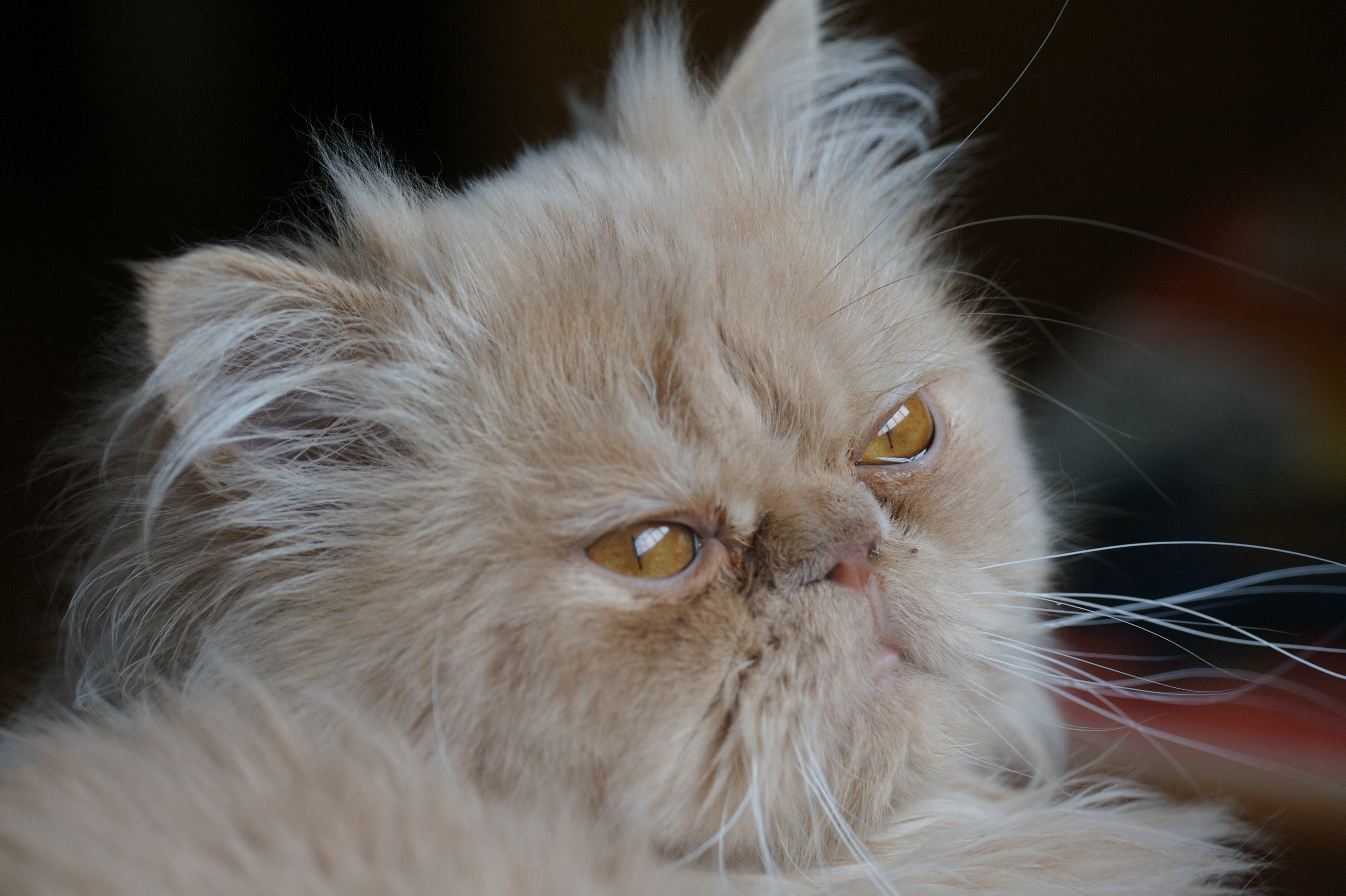
Stop perské kočky - linie mezi čelem a nosem je lomená